# Moussa Traoré (ur. 1971)
Moussa Traoré (ur. 25 grudnia 1971 w Anyamie) – iworyjski piłkarz występujący na pozycji napastnika.

## Kariera klubowa
Traoré karierę rozpoczynał w 1989 roku w Rio Sport d'Anyama. W 1989 roku wyjechał do Francji, gdzie został graczem rezerw zespołu Stade Rennais. Na początku 1991 roku został włączony do jego pierwszej drużyny, grającej w Division 1. W połowie tego samego roku odszedł do drugoligowego Olympique Alès. Przez 5 lat rozegrał tam 164 spotkania i zdobył 34 bramki.
W 1996 roku Traoré przeniósł się do trzecioligowego Angers SCO. Spędził tam rok, a potem został graczem innego trzecioligowca, US Créteil-Lusitanos. W 1999 roku awansował z nim do Division 2. Z Créteil grał tam przez rok. Potem odszedł z klubu.
Następnie występował w saudyjskim Asz-Szabab Rijad, francuskim AS Choisy-le-Roi (V liga) oraz reuniońskim USS Tamponnaise, z którym zdobył 5 mistrzostw Reunionu (2003, 2004, 2005, 2006, 2007) oraz 2 Puchary Reunionu (2003, 2008). W 2008 roku Traoré zakończył karierę.

## Kariera reprezentacyjna
W reprezentacji Wybrzeża Kości Słoniowej Traoré zadebiutował w 1992 roku. W tym samym roku wziął udział w Pucharze Narodów Afryki. Zagrał na nim w pojedynkach z Kongiem (0:0), Zambią (1:0), Kamerunem (0:0, 3:1 w rzutach karnych) oraz w wygranym w finale z Ghaną (0:0, 11:10 w rzutach karnych).
W 1996 roku ponownie znalazł się w drużynie na Puchar Narodów Afryki. Wystąpił na nim w spotkaniach z Ghaną (0:2), Mozambikiem (1:0) oraz Tunezją (1:3), w którym zdobył także bramkę. Tamten turniej reprezentacja WKS zakończyła na fazie grupowej.
W 1998 roku Traoré po raz kolejny został powołany do kadry na Puchar Narodów Afryki. Zagrał na nim w meczu z RPA (1:1). Z tamtego turnieju drużyna WKS odpadłą w ćwierćfinale.
W latach 1992–1998 w drużynie narodowej Traoré rozegrał łącznie 15 spotkań i zdobył 1 bramkę.